# Caberea tenella
Caberea tenella är en mossdjursart som beskrevs av Okada 1929. Caberea tenella ingår i släktet Caberea och familjen Candidae. Inga underarter finns listade i Catalogue of Life.